# 宜嬪成氏
宜嬪 成氏（ぎひん せいし、ウィビン ソンシ、의빈 성씨、1753年陰暦7月8日 - 1786年陰暦9月14日）は、李氏朝鮮第22代国王正祖の後宮で、正祖の長男、文孝世子の生母。本貫は昌寧成氏。正祖の他の後宮達とは違い、宜嬪成氏は女官出身の承恩後宮である。

## 生涯
1753年陰暦7月8日に、成胤祐の娘として誕生する。名は徳任（ドギム、덕임）。父は、洪鳳漢（正祖の外祖父）の召使いであった。その縁もあり、恵慶宮洪氏(洪鳳漢の娘で正祖の生母)の伝手を頼り、内人（ナイン）（＝女官）となった。
1773年に、正祖の妹である淸衍公主、淸璿公主らと共に小説『郭張兩門録』を筆写したという記録が残っている。
また1766年頃に、正祖から寵愛を受け始めていたという。しかし正妃である孝懿王后に遠慮して、「女官として支えたい」という理由で二度も固辞した（その間に女官身分で二度も妊娠するが、いずれも流産した）。
1782年（正祖6年） 陰暦9月7日、女官身分で王子（文孝世子）を出産し昭容になった。 翌年2月に宜嬪になり、1784年（正祖8年） 旧暦7月2日には王子が正式に世子に冊封された。 1786年(正祖10年) 旧暦5月11日文孝世子が亡くなり、同年の陰暦9月14日、宜嬪成氏も3回目の出産を控えていたが、肝硬変のため死去した。正祖と孝懿王后は彼女の死を深く嘆き悲しんだという。 同じ年に死んだ息子の文孝世子とともに孝昌墓（現在の孝昌公園）に埋葬されていた。

## 逸話
現在の孝昌公園が日本統治下に整備された際、息子が埋葬された孝昌園と共に西三陵に改葬された。ただし、ドラマ『イ・サン』では、息子の隣に埋葬されたかのように演出がなされていたが、埋葬時は、孝昌園とは少し離れた場所であったという。ドラマ放送時、見学希望の問合せが多かった為、“現在は西三陵墓域内にある後宮墓地にイ・サンの他の側室と共に埋葬されており、一般には非公開となっている”旨がドラマの放送終了後に公表されている。
ドラマ『イ・サン』で描かれた図画署の茶母（タモ 다모）というのはフィクションである。

## 家族関係
- 父: 成胤祐(贈賛成)
- 母: 林氏(贈貞敬夫人) - 林宗冑(イム・ジョンジュ)の娘
- 夫:第22代国王 正祖
- 長男:文孝世子(名前は李㬀(イ・スン)。1782年9月7日 - 1786年5月11日) 夭逝
- 長女:翁主(名前不詳。1784年3月20日 - 同年5月12日) 夭折
- 第三子:不詳(1786年9月14日 宜嬪成氏が妊娠中に死去)

## 宜嬪成氏を演じた俳優
- ハン・ジミン、イ・ハンナ（子役）：『イ・サン』 2007年-2008年、MBC

宜嬪成氏は2007年から2008年にかけて放送された正祖を主人公にした『イ・サン』で図画署（トファソ、絵画を職務とする役所）の茶母（タモ、雑務を担当する女性）、ソン・ソンヨン（成松淵）として脚色された。
- イ・セヨン、イ・ソラ（子役）[1]：『赤い袖先』 2021年、MBC[2]

宜嬪成氏の本名であるソン・ドクイム（成徳任）として登場。